# Кабошон
Кобашонът е вид фасетировка със заоблена, куполообразна горна част. Цялостната форма на камъка е кръгла или овална (елипсовидна), но може да бъде също кръгла, крушовидна (капковидна), сърце или произволна. Кобашонът се използва за редица скъпоценни камъни, сред които звездните сапфири и рубините, опалите и тюркоазите.